# 1991 GJ1
1991 GJ1 är en asteroid i huvudbältet som upptäcktes den 11 april 1991 av de båda japanska astronomerna Seiji Ueda och Hiroshi Kaneda i Kushiro.
Den tillhör asteroidgruppen Eunomia.